# 科爾岩 (麥克羅伯特森地)
67°24′S 60°41′E / 67.400°S 60.683°E
科爾岩（英語：Koll Rock）是南極洲的岩石，位於麥克羅伯特森地，處於烏姆島東南面1公里的烏姆灣西部，挪威製圖師根據該國探險隊拍攝的空中照片繪入地圖，現時由南極條約體系管理。